# Casola (Montefiorino)
Casola (Cæslâ in dialetto frignanese) è una frazione di Montefiorino (da cui dista circa 2 km), cittadina dell'Appennino modenese. Confina con i paesi di Montefiorino, Vitriola, Lago, con il comune di Palagano e con il comune di Frassinoro (nelle località delle Caselle, di Tolara e Sassatella).

## Geografia
Il territorio comprende un'ampia zona, con un notevole dislivello che va dal fiume dragonefino alle Caselle. Il territorio può essere diviso in alcune borgate/zone: L'Acquagrosa, Casa del Vento, Pianezzo, Casa Maestri, Castagenta, il Ceratello, Serradimigni, La Verna, le Caselle, i Troghetti, La Frascarola, Costa Mangone, Prada, Monchio Malè ecc. 
Vi sono due diverse teorie sull'appartenenza alla frazione di Casola dei territori della Verna: alcuni sostengono infatti che siano due frazioni distinte, altri invece suddividono il territorio in "Casola Bassa" (zona da Pianezzo a Castagneta) e La Verna.

## Storia
Il territorio di Casola è insediato dai tempi antichi, come documentato da un documento apocrifo del 781 che stabiliva il confine tra la diocesi di Modena e quella di Reggio Emilia in un locum qui dicitur Laverna. Il primo documento noto in cui viene menzionata Casola è datato 1010. La località fece parte della badia di Frassinoro ed è citata nei giuramenti di fedeltà al Comune di Modena degli anni 1173, 1197, 1200 e 1205, oltre che nell'elenco delle manenzie del 1261. Nel 1292 divenne sede comunale, rimanendo tale almeno fino al 1306, quando è noto che la chiesa di San Martino dipendeva dalla Pieve di Rubbiano e nel XV secolo era considerata la seconda più ricca del pievanato, dopo la chiesa di Santa Maria di Rubbiano. Dominio della famiglia Montecuccoli, nel XV secolo fu acquisita dagli Estensi e posta sotto la Podesteria di Montefiorino insieme a Farneta. Nel 1719 venne realizzato l'oratorio Sassatelli a Cerratello. Nello stesso fu alzato anche il campanile della parrocchia di San Martino, mentre la chiesa venne edificata alla fine del XIX secolo, quando la popolazione ammontava a 719 abitanti.

## Sport
La società di calcio giovanile Casola partecipa al Torneo della Montagna.